# هارون ويلر
هارون ويلر (بالإنجليزية: Aaron Wheeler)‏ هو لاعب كرة قدم أمريكي، ولد في 11 مايو 1988 في بالتيمور في الولايات المتحدة. لعب مع فانكوفر وايتكابس وفيلادلفيا يونيون.

## وصلات خارجية
- هارون ويلر على موقع الدوري الأمريكي (الإنجليزية)
- هارون ويلر على موقع قاعدة بيانات كرة القدم.إي يو (الإنجليزية)
- هارون ويلر على موقع Soccerway.com (الإنجليزية)